# سفارة أنغولا في سويسرا
سفارة أنغولا في سويسرا هي أرفع تمثيل دبلوماسي لدولة أنغولا لدى سويسرا. تقع السفارة في برن وهي تهدف لتعزيز المصالح الأنغولية في سويسرا.

## وصلات خارجية
- قائمة سفارات أنغولا
- قائمة السفارات في سويسرا